# Yaaku jezik
Yaaku jezik (mogogodo, mukogodo, mukoquodo, “ndorobo”, “ntorobo”, siegu, yaakua, yiaku; ISO 639-3: muu), istočnokušitski jezik kojim govori oko 50 ljudi od ukupno 250 etničkih pripadnika plemena Yaaku (1983), koji žive zapadno od planinskog vrha Kenya, u šumama Mukogodo, Kenija.

## Vanjske poveznice
- Ethnologue (14th)
- Ethnologue (15th)